# Center Minami (métro de Yokohama)
Center Minami (センター南駅, Sentā minami-eki)  est une station, de la ligne bleue et de la ligne verte, du métro de Yokohama. Elle est située dans l'arrondissement de Tsuzuki à Yokohama au Japon.

## Situation sur le réseau
La station est située au point kilométrique (PK) 36,4 de la ligne bleue et au PK 4,8 de la ligne verte du métro de Yokohama.

## Histoire
La station a été inaugurée le 18 mars 1993.

## Services aux voyageurs

### Accès et accueil
La station est ouverte tous les jours.

### Desserte
- Ligne verte :
  - voie 1 : direction Nakayama
  - voie 2 : direction Hiyoshi
- Ligne bleue :
  - voie 3 : direction Shonandai
  - voie 4 : direction Azamino